# Gianfranco Sibello
Gianfranco Sibello (Alassio, 4 ottobre 1975) è un velista italiano.

## Biografia
Nato nel 1975 ad Alassio, in provincia di Savona, è fratello di Pietro Sibello, anche lui velista, partecipante insieme a lui ai Giochi di Atene 2004 e Pechino 2008 e figlio di Francesco Sibello, che ha preso parte alle Olimpiadi di Monaco di Baviera 1972, sempre nella vela.
A 28 anni ha partecipato ai Giochi olimpici di Atene 2004, nel 49er insieme al fratello Pietro Sibello, timoniere, arrivando 14º con 175 punti, 138 con le penalità.
4 anni dopo ha preso parte di nuovo alle Olimpiadi, quelle di Pechino 2008, sempre nel 49er con il fratello Pietro Sibello come timoniere, terminando 4º con 83 punti, 66 con le penalità, a pari con la coppia tedesca, vincitrice della medaglia di bronzo grazie al miglior risultato nella Medal Race. 
A 36 anni ha partecipato ai suoi terzi Giochi, Londra 2012, nel 49er con Giuseppe Angilella come timoniere, chiudendo 9º con 166 punti, 148 con le penalità.
Nel 2004 e 2006 ha vinto nel 49er insieme a Pietro Sibello alla Settimana di Kiel.
Dopo il termine della carriera è diventato tecnico federale.